# Egyptens demografi
Egypten er det folkerigeste land i Mellemøsten og det tredjemest folkerige på det afrikanske kontinent (efter Nigeria og Etiopien). Næsten 100% af landets 88.5 millioner  mennesker bor i tre store områder af landet (2012 est.) Kairo og Alexandria og andre steder langs bredderne af Nilen i hele Nil-deltaet, som breder sig ud nord for Kairo og langs Suez-kanalen.